# Odynerus nigrocinctus
Odynerus nigrocinctus är en stekelart som beskrevs av Henri Saussure. Odynerus nigrocinctus ingår i släktet lergetingar, och familjen Eumenidae. Inga underarter finns listade i Catalogue of Life.